# Irina Ateniana
Irina Ateniana, cunoscutǎ și ca Sfânta Irina sau Irene Sarantapechaina, (n. 752 d.Hr., Atena, Imperiul Roman de Răsărit – d. 9 august 803 d.Hr., Lesbos, Imperiul Roman de Răsărit) a fost o împărăteasă bizantină între anii 797 și 802, fiind soția lui Leon al IV-lea Hazarul și mama lui Constantin al VI-lea.

## Copilăria
Irina s-a născut  în familia de nobili Sarantapechos din Atena. 
Irina era originară din Atena și a fost adusă la Constantinopol de către Constantin al V-lea, care a căsătorit-o cu Leon al IV-lea Hazarul. În 771 a dat naștere lui Constantin al VI-lea, iar când Leon al IV-lea a murit (780), Irina a devenit regentă și a fost nevoită să lupte împotriva fratelui lui Leon, Nicefor, pretendent la tron. Irina a încercat să întărească relațiile cu francii și Papalitatea, printr-o tentativă de căsătorie a fiului ei cu Rotrude, fiica lui Carol cel Mare.
Cel mai important lucru pe care l-a făcut Irina Ateniana a fost restabilirea cultului icoanelor, opus iconoclasmului. În 782, Irina i-a alungat pe slavi din Grecia și Macedonia, iar în 782 și 798 ea a trebuit să accepte termenii dați de califii Abbasizi. În 790, trupele armene s-au revoltat împotriva Irinei, pentru că se declarase împărăteasă, însă titlul i-a fost confirmat în 792. În 797, partizanii Irinei l-au detronat pe Constantin, declarând-o pe Irina unica împărăteasă. Papa Leon al III-lea, neconfirmând-o pe Irina ca împărăteasă, l-a încoronat pe regele franc, Carol cel Mare (Charlemagne), împărat roman.
În 802, logotetul (ministrul) finanțelor, Nicefor, s-a revoltat împotriva Irinei și a exilat-o pe Lesbos, unde aceasta a murit în 803.

## Începutul vieții și dobândirea puterii
Irina s-a născut într-o familie de nobili din Atena, familia Sarantapechos. Deși ea a fost un orfan, unchiul ei, Constantin Sarantapechos, era patrician și, posibil, și strateg din Hellas. Ea a fost adusă la Constantinopol de împăratul Constantin al V-lea la 1 noiembrie 769 și s-a căsătorit cu fiul său Leon al IV-lea la 17 decembrie. Deși ea pare să fi venit dintr-o familie nobilă, nu există nici un motiv clar pentru care ea ar fi fost aleasă ca mireasă a lui Leon. Din această cauză, unii cercetători au sugerat că ea a fost aleasă în urma unui spectacol de mirese, precursor al concursurilor de frumusețe din ziua de azi , în care femeile necăsătorite au defilat în fața mirelui, până când una a fost aleasă. La 14 ianuarie 771, Irina a dat naștere unui fiu, viitorul împărat Constantin al VI-lea. Când Constantin al V-lea a murit în septembrie 775, Leon a fost înscăunat pe tron la vârsta de douăzeci și cinci de ani. Leon, deși iconoclast (care nu venera  icoanele), a urmat o politică de moderație către iconodulii (cei care au venerat icoanele), dar politicile sale au devenit mult mai dure în august 780, când mai mulți curteni au fost pedepsiți pentru venerarea de icoane. Potrivit tradiției, el a descoperit icoane ascunse printre posesiunile Irinei și a refuzat să împartă patul conjugal cu ea ulterior. Cu toate acestea, atunci când Leon a murit pe 8 septembrie 780, Irina a devenit regentă pentru copilul lor de nouă ani, Constantin.
Irina s-a confruntat imediat cu o conspirație care urmărea punerea pe tron a lui Cezar Nichifor, care era fratele vitreg a lui Leon al IV-lea. Pentru a depăși această provocare, ea i-a numit pe Nichifor și pe co-conspiratori preoți, un statut care i-a descalificat de la guvernare, și le-a ordonat să oficieze Sfânta Liturghie in ziua de Crăciun.
Încă din 781, Irina a început să caute o relație mai strânsă cu dinastia Carolingiană și cu papalitatea. Ea a negociat o căsătorie între fiul ei și Rotrude, fiica lui Carol cel Mare cu a treia lui soție, Hildegard. Irina a mers până într-acolo încât a trimis un oficial care să o învețe pe prințesa din Regatul Franc limba greacă. Cu toate acestea, Irina  a rupt logodna fiului ei in 787, împotriva dorințelor lui.
Irina a trebuit să înăbușe o rebeliune condusă de Elpidius, strategul din Sicilia, a cărui familie a fost torturată și închisă, în timp ce o flotă trimisă a reușit să-i înfrângă pe sicilieni. Elpidius a fugit în Africa, unde a mers la arabi. După succesul generalului Michael Lachanodrakon al împăratului Constantin al V-lea, general care a dejucat un atac arab la frontierele de est, strategul themei Boukellarion, Tatzates, a fugit la arabi, dar din cauza eșecului negocierilor Irina a trebuit să accepte să plătească un imens tribut anual de 70 sau 90 de mii de dinari la arabi pentru un armistițiu de trei ani, să le dea 10.000 de articole de îmbrăcăminte de mătase și să le ofere călăuze, provizii și accesul la târguri în timpul retragerii.

## Domnia și rezolvarea controversei iconoclaste
Cea mai notabilă acțiune a ei a fost restaurarea venerației ortodoxe asupra icoanelor (imagini cu Iisus Hristos sau cu sfinți). După ce l-a ales pe Tarasios, un susținător al ei, ca patriarh, în 784, ea a convocat două concilii bisericești. Primul, din 786, din Constantinopol, a fost întrerupt de opoziția iconoclaștilor, manifestată printr-o facțiune militară. Al doilea conciliu, ținut la Niceea, în 787, a reinstituit venerația icoanelor și a reunit Biserica Orientală cu cea Occidentală.
Chiar dacă unirea bisericilor a îmbunătățit relația cu Papalitatea, ea nu a prevenit izbucnirea războiului cu francii, care în 788 au cucerit Istria și Benevento. În ciuda acestor conflicte, eforturile militare ale Irinei au avut și un oarecare succes: în 782, sfetnicul ei, Staurakios, i-a înfrânt pe slavii din Grecia și a pus bazele întinderii imperiului bizantin și a reelenizării Peninsulei Balcanice. Irina era atacată în mod constant de către Abbasizi, iar în 782 și în 798 a trebuit să accepte termenii califilor Al-Mahdi, respectiv Harun-al-Rashid.
Pe măsură ce Constantin se maturiza, el a început să refuze din ce în ce mai mult autoritatea Irinei. El a avut o încercare de a se elibera, dar împărăteasa i-a oprit-o și a cerut ca „jurământul fidelității” sa fie dat doar în numele ei. Tensiunile cauzate de acest conflict au escaladat în 790 și militarii, în frunte cu cei din thema Armeniakon, l-au proclamat pe Constantin al VI-lea unic conducător.
Constantin și Irina au rămas în relații bune, iar Constantin i-a confirmat acesteia titlul de împărăteasă în 792; dar facțiunile rivale au persistat și Irina, prin intrigi cu episcopii și cu anturajul ei de la curte, a organizat o conspirație puternică. Constantin nu a avut de ales decât să caute ajutor în provincii, dar chiar și acolo el a fost înconjurat de participanți la complot. Prins de dușmani pe malul asiatic a Bosforului, Constantin a fost dus înapoi la palat în Constantinopol; acolo i s-au scos ochii și a murit câteva zile mai târziu. O eclipsă de soare și 17 zile de întuneric au fost puse de poporul superstițios pe seama supărării cerești. Aceste evenimente, mai prin ales latura lor religioasă, sunt evocate în romanul Creanga de aur de Mihail Sadoveanu.

## Urmările
Irina a domnit cinci ani, din 797 până în 802. Papa Leon al III-lea, care avea nevoie de ajutor împotriva inamicilor și care considera tronul bizantin drept vacant (fără un împărat bărbat), l-a încoronat pe Carol cel Mare ca împărat roman în 800. Aceasta a fost văzută ca o insultă pentru Bizanț și a cauzat o altă ruptură între biserica orientală și cea a Romei. Conform lui Teofan Mărturisitorul, Irina a încercat să negocieze un mariaj între ea însăși și Carol cel Mare, dar  planul a fost oprit de Aetios, unul dintre favoriții ei.
În 802, patricienii au creat o conspirație împotriva ei și l-au întronat pe Nicefor, ministrul de finanțe. Irina a fost exilată la Lesbos, unde a fost obligată să își câștige existența torcând lână și a murit în anul următor.
Ambiția ei de a restaura icoanele și mănăstirile l-a făcut pe Teodor Studitul să o venereze ca sfântă a Bisericii Ortodoxe, dar nu a fost canonizată. Există unele afirmații care sugerează că ar fi fost canonizată, mai ales din sursele occidentale. Aceste afirmații nu sunt susținute de Minei sau de orice altă carte a Bisericii Ortodoxe.

## Familia
Din mariajul cu împăratul Leon al IV-lea Hazarul, Irina a avut un singur fiu, pe Constantin al VI-lea. O rudă de-a ei, Teofana, a fost aleasă în 807 de împăratul Nicefor ca mireasă a fiului și moștenitorului său Staurakios. O rudă a Irinei de sex feminin, cu nume necunoscut, s-a căsătorit cu conducătorul bulgar Telerig în 776. Irina a avut și un nepot.